# Tsetserleg (distrikt i Mongoliet, Chövsgöl)
Tsetserleg (mongoliska: Цэцэрлэг сум, Цэцэрлэг, Tsetserleg Sum) är ett distrikt i Mongoliet.   Det ligger i provinsen Chövsgöl, i den nordvästra delen av landet, 700 km väster om huvudstaden Ulaanbaatar.